# 메인랜드 프리미어리그
메인랜드 프리미어리그(Mainland Premier League)는 뉴질랜드 남섬의 북쪽 절반에 위치한, 축구 리그이다.
대회는 현재 매년 3월에서 8월 사이에 진행되며 크라이스트처치를 기반으로 하는 7팀과 넬슨을 기반으로 하는 1팀으로 구성되어 진행한다. 총 21라운드까지 있으며, 리그 우승자는 두 연맹이 번갈아 가며 개최하는 풋볼사우스 프리미어리그의 우승팀과 일회성 경기인 사우스 Island 챔피언십은 참가할 수 있다.
캔터베리 챔피언십 리그와 넬슨 베이 디비전 1의 우승팀은 홈 앤드 어웨이 플레이오프에서 경기를 펼치며 동률의 승자는 프리미어리그로 승격된다. 그러나 승격 이후의 이동 비용으로 인해 Nelson Bays Division One의 승팀은 보통 플레이오프 참여를 하지 않는다. 이는 사실상 캔터베리 챔피언십 리그 우승자가 일반적으로 프리미어 리그로 승격된다는 것을 의미한다.
2012년 Woolston Technical 과 Cashmere Wanderers가 합병하여 Cashmere Technical이 되었다. 그들은 2011 대회에서 6위를 차지한 Woolston 팀을 대체했다. 최근 합병된 팀인 Coastal Spirit (2008년 New Brighton AFC 와 Rangers AFC 사이에 창설됨)과 FC Twenty 11 (2011년 Avon United 와 Burnside AFC 사이에 창설됨)이 디비전 1 대회 승격을 통해 프리미어 리그에 진출했다.

ㅈ